# Carlos Eduardo Gutiérrez Mancilla
Carlos Eduardo Gutiérrez Mancilla (Chiapas, 19 de agosto de 1994) es un abogado y político mexicano miembro del Partido Revolucionario Institucional. Es Diputado Federal en la LVXI legislatura del Congreso de la Unión desde el 1 de septiembre de 2024.
Fue elegido Presidente de la Comisión de Juventud en la H. Cámara de Diputados, la reunión de instalación de dicha Comisión se realizó el 8 de noviembre de 2024 con participación de más de 500 jóvenes de todo el país.
Carlos Gutiérrez Mancilla es licenciado en derecho por la Universidad del Valle de México, durante esos años fue Presidente del Comité Estudiantil de la carrera de derecho de la Universidad del Valle de México. También fue vicepresidente de los jóvenes políticos en la Organización de los Estados Americanos. 
Fue Presidente adjunto de la COPPPAL juvenil, más tarde se convirtió en presidente de la COPPPAL juvenil.
Es integrante de la Confederación Nacional Campesina, fue presidente estatal de la Vanguardia Juvenil Agrarista de Chiapas.
Se desempeñó como Asesor en la Secretaría del Campo del gobierno de Chiapas.
Fue presidente estatal de la Red Jóvenes x México de Chiapas, desde 2022 es Presidente del Comité Ejecutivo Nacional de la Red Jóvenes x México, organización juvenil del Partido Revolucionario Institucional.